# غوردون ر. برادلي
غوردون ر. برادلي (بالإنجليزية: Gordon R. Bradley)‏ هو سياسي أمريكي، ولد في 9 يوليو 1921، وتوفي في 18 يناير 2011. حزبياً، نشط في الحزب الجمهوري. وقد انتخب عضو جمعية ولاية ويسكونسن.